# Heteropoda hainanensis
Heteropoda hainanensis är en spindelart som beskrevs av Li 1991. Heteropoda hainanensis ingår i släktet Heteropoda och familjen jättekrabbspindlar. Inga underarter finns listade i Catalogue of Life.